# Hyparrhenia dybowskii
Hyparrhenia dybowskii là một loài thực vật có hoa trong họ Hòa thảo. Loài này được (Franch.) Roberty mô tả khoa học đầu tiên năm 1960.